# Антуан Орлеанский, герцог де Монпансье
Антуан Мария Филипп Луи Орлеанский (фр. Antoine Marie Philippe Louis d’Orléans; 31 июля 1824[…], Нёйи-сюр-Сен — 4 февраля 1890[…], Санлукар-де-Баррамеда, Андалусия) — герцог де Монпансье.
Младший сын короля Франции Луи-Филиппа I и его жены Марии-Амалии Неаполитанской.

## Биография
Антуан Орлеанский получил титул королевского высочества в 1830 году, когда его отец стал королём французов.
В 1842 году он был назначен лейтенантом 3-го артиллерийского полка, в 1843 году поднялся до ранга капитана 7-го пехотного полка. В 1844 году воевал в Алжире и отличился при Бискре, за что отец сделал его кавалером ордена Почётного легиона. Позже Антуан был назначен шефом эскадрона 8 августа 1844 и подполковником 22 марта 1845 года.

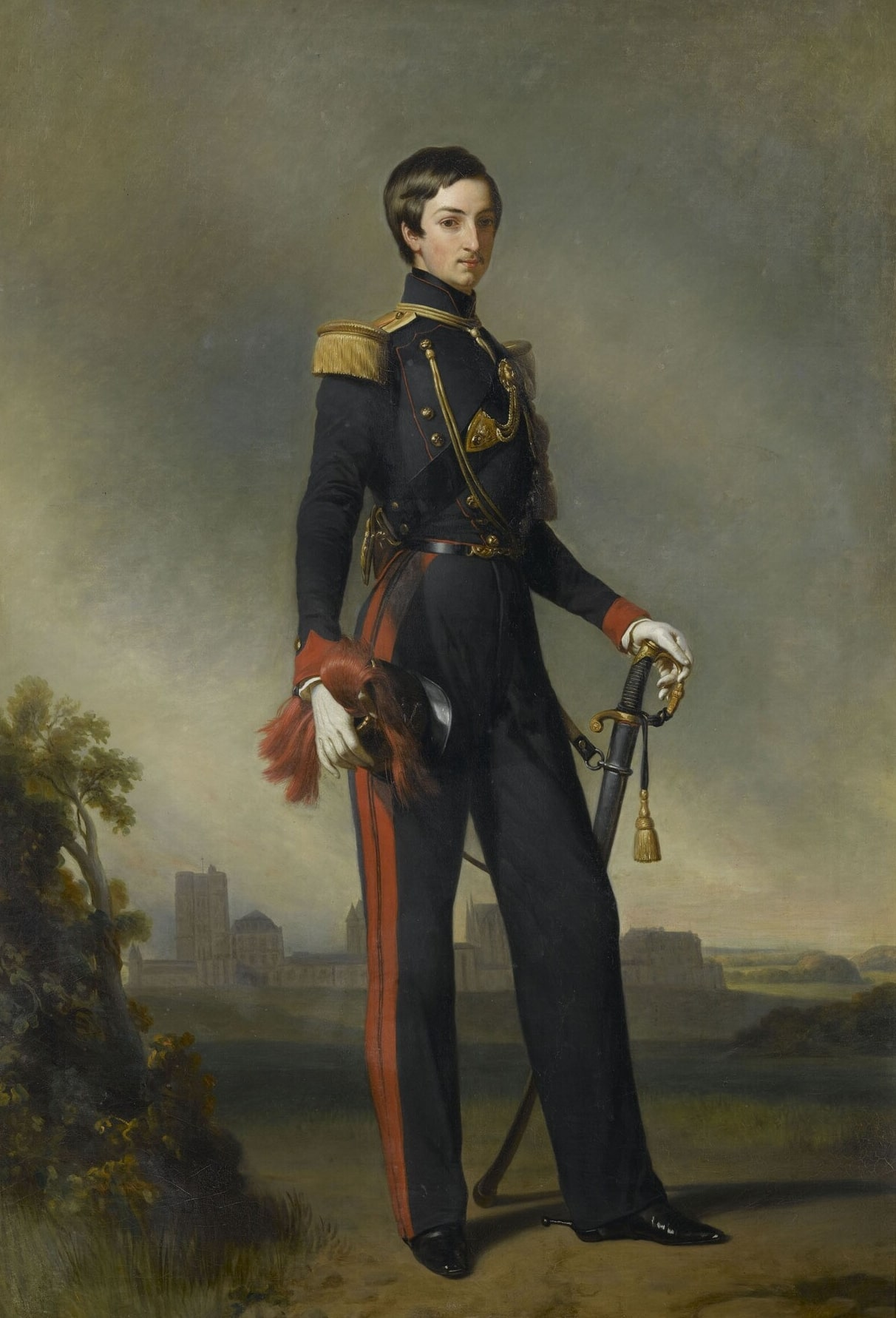
Антуан Орлеанский, портрет кисти Ф. К. Винтерхальтера, 1844

В 1845 году он совершил путешествие на Ближний Восток, в Грецию, Тунис и Египет со своим другом и секретарем Антуаном де ля Тур. В это время Франция и Великобритания обсуждали брачные союзы дочерей короля Испании Фердинанда VII: инфанта Луиза Фернанда была обещана герцогу Монпансье, а её старшая сестра, королева Изабелла II, должна была стать женой своего кузена испанского инфанта Франсиско де Асиса Бурбона.
13 августа 1846 года герцог был возведен в ранг полковника и его отец назначил его бригадным генералом и командантом артиллерии. 10 октября того же года прошло празднование свадьбы Антуана с Луизой Фернандой.
С революцией 1848 года королевская семья была вынуждена покинуть Францию. После остановки в Англии, Антуан с женой отправились в Испанию. Приехав, они остановились в Севилье, во дворце Сан Телмо, а затем в Орлеанском дворце в Санлукар-де-Баррамеда. В 1859 году герцог Монпансье получил от королевы Изабеллы II титул инфанта Испании.
Антуан был одним из спонсоров революции 1868 года, возглавляемой генералом Хуаном Примом и свергнувшей королеву. Несмотря на это, новое правительство потребовало от герцога покинуть Испанию, и тот был вынужден уехать на год в Португалию.
В 1870 году Антуан был приговорен к месяцу ссылки из Мадрида и штрафу за убийство на дуэли инфанта Энрике Бурбона, герцога Севильского, сына Луизы Бурбон-Сицилийской и деверя королевы Изабеллы II. Причиной дуэли послужило оскорбительное высказывание Генриха, опубликованное в газете «La Época».
Несколько месяцев позже, голосование кортесов провозгласило новым королём Испании Амадея Савойского, получившего 191 голос из 307. Антуан Орлеанский остался далеко позади с 27 голосами.
После отречения Амадея Антуан отказался от притязаний на корону в пользу своего племянника Альфонса Бурбона (впоследствии король Альфонс XII), женившегося (в первый раз) на дочери Антуана, Марии-Мерседес. С тех пор он жил частным человеком, то в Испании, то во Франции. Другая его дочь, Мария Изабелла, вышла замуж за Луи-Филиппа, графа Парижского.
Герцог де Монпансье умер от апоплексии мозга в возрасте 65 лет.

## Семья и дети

Герб Антуана Орлеанского, герцога де Монпансье, и Луизы Фернанды де Бурбон.

10 октября 1846 года в Мадриде он женился на испанской инфанте Луизе Фернанде Испанской (1832—1897), дочери короля Фердинанда VII и Марии Кристины де Бурбон. Дети:
- Мария Изабелла (1848—1919)
- Мария Амалия (1851—1870),
- Мария Кристина (1852—1879),
- Мария де ла Регла (1856—1861),
- ребёнок (1857—1857),
- Фернандо (1859—1873),
- Мерседес (1860—1878), первая жена испанского короля Альфонса XII,
- Фелипе (1862—1864),
- Антонио (1866—1930), герцог Галлиера, супруг Эулалии Испанской (1864—1958), имел потомство,
- Луис (1867—1874).

## Награды
- Орден Почётного легиона (Франция)
  - большой крест (9 ноября 1846)
  - кавалер (24 июня 1844)
- Орден Верности, большой крест (1846, Баден)[3]
- Орден Церингенского льва, большой крест (1846, Баден)[4]
- Орден Леопольда I, большой крест (1844, Бельгия)
- Орден Подвязки (Великобритания)
- Орден Спасителя, большой крест (Греция)
- Орден Золотого руна (10 октября 1846, Испания)
- Орден Карлоса III, большой крест (1848, Испания)
- Орден Военных заслуг, большой крест красного дивизиона (Испания)
- Орден Святого Херменегильдо, большой крест (1858, Испания)
- Орден Калатравы (Испания)
- Орден Святого Фердинанда и заслуг, большой крест (Королевство обеих Сицилий)[5]
- Орден Башни и Меча, большой крест (Португалия)
- Орден Святого апостола Андрея Первозванного (1886, Россия)
- Орден Святого Александра Невского (1886, Россия)
- Орден Крови (1839, Тунис)[6]